# 瓦尔特·埃尔曼
瓦尔特·埃尔曼（西班牙語：Walter Herrmann，1979年6月26日—），阿根廷职业篮球运动员，曾效力于美国NBA联盟。